# Вэй Вэй (актриса)
Вэй Вэй (кит. трад. 韋伟, упр. 韦伟, пиньинь Wéi Wěi, урождённая Мя́о Мэнъи́н кит. трад. 繆孟英, упр. 缪孟英, пиньинь Miào Mèngyīng; 17 мая 1922 — 2 ноября 2023) — китайская и гонконгская актриса.

## Биография
Родилась Чжэньцзяне, Цзянсу. Была пятым ребёнком в многодетной семье. Училась в Шанхае. К моменту окончания школы изъявила желание стать актрисой, что в побудило её присоединиться к театральной труппе в 1941 году.
В 1947 году по приглашению основателя кинокомпании «Вэньхуа» У Синцзая дебютировала в кино, сыграв второстепенную роль проститутки в фильме «Ночная таверна» по пьесе Максима Горького «На дне».
На съёмках «Ночной таверны» начинающую актрису заметил Фэй Му, который в 1948 году пригласил её на главную роль в фильме «Весна в городке». Картина подверглась критике со стороны коммунистического режима, пришедшего к власти в 1949 году, и вскоре была забыта. Спустя несколько десятилетий, усилиями пятого поколения китайских режиссёров,  одним из которых являлся Тянь Чжуанчжуан, «Весна в городке» была заново открыта и закрепилась в статусе классики китайского кинематографа. На Гонконгской кинопремии в 2005 году «Весна в городке» возглавила список лучших фильмов за сто лет китайского кино.
Впоследствии вместе с У и Фэем иммигрировала в Британский Гонконг, где активно снималась на протяжении 1950-х годов. В 1960-е ушла из профессии. В 1990-е, после возобновления интереса к «Весне в городке», её начали активно приглашать во многие фильмы, последний из которых вышел в 2011 году.
Была замужем за Чэнь Бинцяном. У пары родился один ребёнок. В 1960 году Чэнь скончался, Вэй больше не выходила замуж.
Умерла 2 ноября 2023 года на 102-м году жизни в Гонконге.

## Фильмография
| Год  | Русское название         | Китайское название | Международное название       |
| ---- | ------------------------ | ------------------ | ---------------------------- |
| 1947 | Ночная таверна           | 夜店               | Night Inn                    |
| 1948 | Весна в городке          | 小城之春           | Spring in a Small Town       |
| 1952 | Сыновья земли            | 江湖儿女           | Sons of the Earth            |
| 1953 | История бегонии          | 秋海棠             | The Story of Begonia         |
| 1954 | Джойс и Дели             | 姊妹曲             | Joyce and Deli               |
| 1955 | Любовь с первого взгляда | 闪电恋爱           | Love at First Sight          |
| 1955 | Год пришёл, год ушёл     | 一年之计           | Year In, Year Out            |
| 1955 | Между огнём и водой      | 水火之间           | Between Fire and Water       |
| 1956 | Жениться или нет         | 孔雀屏             | To Marry or Not to Marry     |
| 1956 | Они все хотят ребёнка    | 少奶奶之谜         | They All Want a Baby         |
| 1956 | Глупое сердце            | 寂莫的心           | The Foolish Heart            |
| 1957 | Всё о женщине            | 太太传奇           | All About a Lady             |
| 1957 | Благородная певица       | 风尘尤物           | The Chivalrous Songstress    |
| 1958 | Незамужняя мать          | 未出嫁的妈妈       | An Unmarried Mother          |
| 1959 | Цветы и аплодисменты     | 锦上添花           | Flowers and Cheers           |
| 1960 | Прийти в сознание        | 草木皆兵           | Alarm Conscious              |
| 1964 | Мужчины и женщины        | 男男女女           | Men and Women                |
| 1995 | Я хочу жить дальше       | 我要活下去         | I Want to Go on Living       |
| 1996 | Время чудес              | 麻麻帆帆           | The Age of Miracles          |
| 1998 | Анна Магдалена           | 安娜玛德莲娜       | Anna Magdalena               |
| 1999 | Правда о Джейн и Сэме    | 真心话             | The Truth About Jane and Sam |
| 2000 | И я тоже тебя ненавижу   | 小亲亲             | And I Hate You So            |
| 2002 | Тирамису                 | 恋爱行星           | Tiramisu                     |
| 2004 | Солнечный свет           | 子夜冰封           | Zi Ye Bing Feng              |
| 2007 | С днём рождения          | 生日快乐           | Happy Birthday               |
| 2010 | Угрызения совести        | 火龙               | Fire of Conscience           |
| 2010 | Хотел бы я знать         | 海上传奇           | I Wish I Knew                |
| 2010 | Пьяница                  | 酒徒               | The Drunkard                 |